# Elaphria obliquirena
Elaphria obliquirena là một loài bướm đêm trong họ Noctuidae.